# لورنتسو برانکتی
لورنتسو برانکتی (ایتالیایی: Lorenzo Branchetti؛ زادهٔ ۱۴ ژانویهٔ ۱۹۸۱) یک هنرپیشه و مجری تلویزیون اهل ایتالیا است.
از فیلم‌ها یا مجموعه‌های تلویزیونی که وی در آن‌ها نقش داشته‌است می‌توان به سنسو ۴۵ اشاره نمود.